# Brome-Missisquoi
Brome-Missisquoi – regionalna gmina hrabstwa (MRC) w regionie administracyjnym Montérégie prowincji Quebec, w Kanadzie. Stolicą jest miasto Cowansville. Składa się z 20 gmin: 6 miast, 7 gmin, 3 wsi, 3 parafii i 1 kantonu.
Brome-Missisquoi ma 55 621 mieszkańców. Język francuski jest językiem ojczystym dla 78,6%, angielski dla 19,1% mieszkańców (2011).